# Rossville (Illinois)
Rossville es una villa ubicada en el condado de Vermilion en el estado estadounidense de Illinois. En el Censo de 2010 tenía una población de 1331 habitantes y una densidad poblacional de 367,86 personas por km².

## Geografía
Rossville se encuentra ubicada en las coordenadas 40°22′53″N 87°40′12″O / 40.38139, -87.67000. Según la Oficina del Censo de los Estados Unidos, Rossville tiene una superficie total de 3.62 km², de la cual 3.62 km² corresponden a tierra firme y (0%) 0 km² es agua.

## Demografía
Según el censo de 2010, había 1331 personas residiendo en Rossville. La densidad de población era de 367,86 hab./km². De los 1331 habitantes, Rossville estaba compuesto por el 96.09% blancos, el 0.9% eran afroamericanos, el 0.83% eran amerindios, el 0.3% eran asiáticos, el 0% eran isleños del Pacífico, el 0.53% eran de otras razas y el 1.35% pertenecían a dos o más razas. Del total de la población el 3.76% eran hispanos o latinos de cualquier raza.